# Le Lion en hiver
Pour le remake en téléfilm, voir Le Lion en hiver (téléfilm).
Pour plus de détails, voir Fiche technique et Distribution.
Le Lion en hiver (The Lion in Winter) est un film britannique réalisé par Anthony Harvey, sorti en 1968.
C'est l'adaptation d'une pièce de théâtre américaine de James Goldman, créée à Broadway en 1966, The Lion in Winter (en).

## Synopsis
Le film évoque les intrigues menées autour du problème de la succession d'Henri II d'Angleterre. Il se déroule à l'époque de la fête de Noël 1183 ; la cour se trouve au château de Chinon où Henri II réside avec sa maitresse Adèle de France  (alias Alix), qui est pourtant fiancée à un des fils du roi, Richard (futur « Cœur de Lion »).
Aliénor d'Aquitaine, épouse d'Henri II et mère de leurs trois fils, assignée à résidence depuis plusieurs années à Salisbury pour avoir comploté contre son mari, a été temporairement délivrée par ce dernier afin qu'ils étudient ensemble lequel de leurs trois fils serait le successeur idéal. Les fils sont aussi présents : le prince Richard, le duc Geoffroy II de Bretagne et le prince Jean (futur « Jean sans Terre »). Le roi de France Philippe (Auguste) est également invité. Il est le demi-frère d'Alix, tous deux enfants de Louis VII le Jeune, qui avait été le premier mari d'Aliénor (leur union avait donné deux filles mais pas de fils).
La décision s'avère difficile compte tenu des dissensions au sein de la famille. Henri refuse que ses possessions (le royaume d'Angleterre, et, en France, les fiefs des Plantagenêts et le duché d'Aquitaine) soient divisées après sa mort ; il veut un seul héritier et a une préférence pour Jean. Aliénor, qui éprouve un mélange d'amour et de haine pour son mari, donne la préférence à Richard. Geoffroy, qui n'a les faveurs d'aucun de ses parents, complote de son côté.
Les alliances de circonstances s’enchaînent ; lorsqu'Henri découvre que même Jean complote contre lui, il décide de répudier Aliénor pour se marier avec Alix afin de concevoir un nouvel héritier. Il fait emprisonner ses fils, et se prépare à partir pour Rome où réside le pape, qui seul pourrait autoriser un nouveau mariage. Mais, un peu plus tard, il libère ses fils et abandonne son projet de remariage. Aliénor regagne son exil, et la succession reste en suspens.

## Fiche technique
- Titre original : The Lion in Winter
- Titre français : Le Lion en hiver[1]
- Réalisateur : Anthony Harvey
- Assistants-réalisateur : Kip Gowans, Al Burgess, Patrick O'brien[2]
- Scénariste adaptateur : James Goldman
- Œuvre originale : d'après la pièce de théâtre, Le Lion en hiver (en) (1966) de James Goldman
- Producteur : Martin Poll
- Producteur exécutif : Joseph E. Levine
- Producteur associé : Jane C. Nusbaum
- Sociétés de production : AVCO Embassy (Royaume-Uni), Haworth Productions (Royaume-Uni)
- Directeur de production : Basil Appleby[2]
- Directeurs de production en France : Victor Merenda, René Brun[2]
- Directeur de la photographie : Douglas Slocombe
- Ingénieur du son : Simon Kaye
- Compositeur de la musique originale : John Barry
- Directeur artistique : Peter Murton
  - Décorateur (France) : Gilbert Margerie[2]
  - Assistant-décorateur : Ted Clements[2]
- Costumier : Margaret Furse
- Maquilleur : Bill Lodge
- Coiffeur : A. G. Scott
- Monteur : John Bloom
- Monteur son : Chris Greenham
- Sociétés de distribution : AVCO Embassy (Royaume-Uni), 20th Century Fox France, Les Acacias (France), Tamasa Distribution (France)
- Pays de production :  Royaume-Uni
- Langue originale : anglais
- Format : couleur par Eastmancolor — Panavision :
— Version 35 mm — 2,35:1 — son monophonique
— Version 70 mm — 2,20:1 — son stéréophonique 6 pistes
- Genre : drame, film historique
- Durée : 136[3]↔128 minutes
- Dates de sortie :  
  - États-Unis : 30 octobre 1968
  - Royaume-Uni : 29 décembre 1968
  - France : 17 décembre 1969
  - Belgique : 13 mars 1970 (Gand)
- (fr) Classification CNC : tous publics (visa d'exploitation no 36313 délivré le 6 octobre 1969)

## Distribution

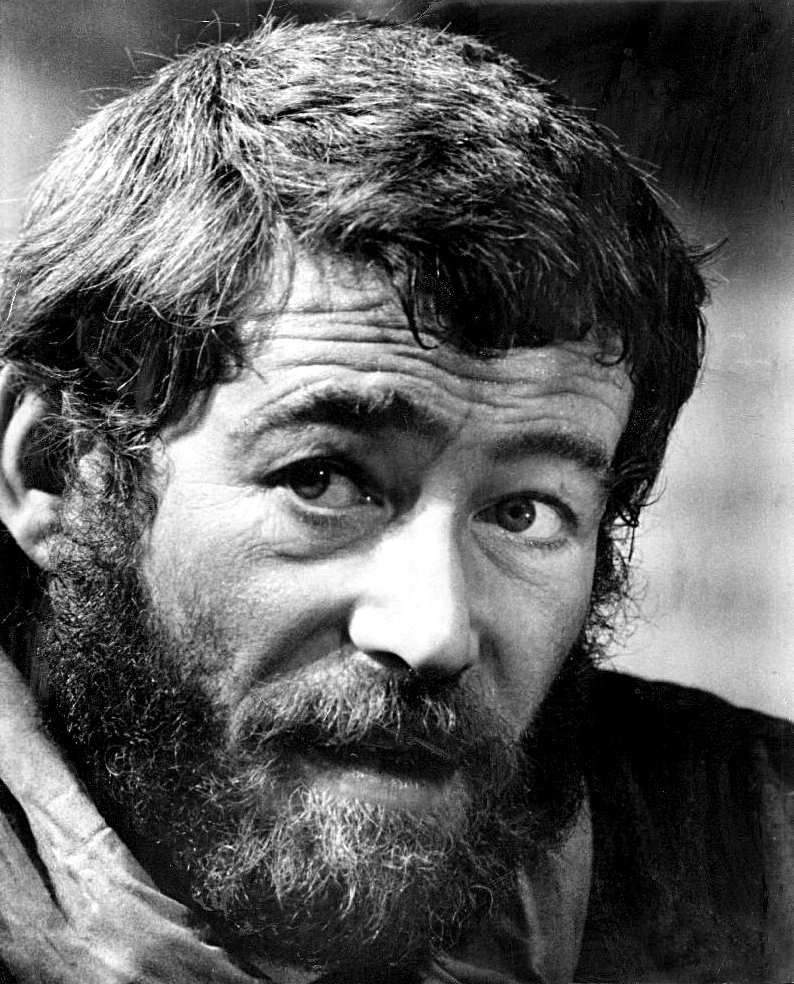
Photo promotionnelle de Peter O'Toole pour le film (1968).

- Peter O'Toole (VF : René Arrieu) : Henry, roi d’Angleterre
- Katharine Hepburn (VF : Jacqueline Porel) : Éléonore (Eleanor en v.o.), reine d’Angleterre, épouse d’Henry
- John Castle : Geoffroy (Geoffrey en v.o.), fils d’Henry et Éléonore
- Anthony Hopkins (VF : Denis Savignat) : Richard, fils d’Henry et Éléonore
- Nigel Terry : Jean (John en v.o.), fils d’Henry et Éléonore
- Jane Merrow : Alix (Alais en v.o.), fiancée de Richard et maîtresse d’Henry
- Timothy Dalton (VF : Bernard Murat) : Philippe, roi de France, frère d’Alix, « ami » de Richard. Son père Louis a été le premier époux d’Éléonore

- Nigel Stock (VF : Albert Augier) : Guillaume Maréchal (William Marshal en v.o.), capitaine
- O. Z. Whitehead : l'évêque de Durham
- Kenneth Ives : le garde de la reine Éléonore
- Fran Stafford : une dame d'honneur
- Ella More : une dame d'honneur

La troupe itinérante :
- Kenneth Griffith : un troubadour
- Henry Woolf
- Karol Hagar
- Mark Griffith

## Production

### Casting
C'est la deuxième fois que Peter O'Toole interprète le rôle du roi Henri II. La première fois, c'était dans le film Becket en 1964.
C'est grâce à l'aval de Katharine Hepburn, lors du casting, qu'Anthony Hopkins a été retenu pour le rôle de Richard et a ainsi fait ses débuts au cinéma. Il s'agit aussi du premier rôle de Timothy Dalton dans un film.

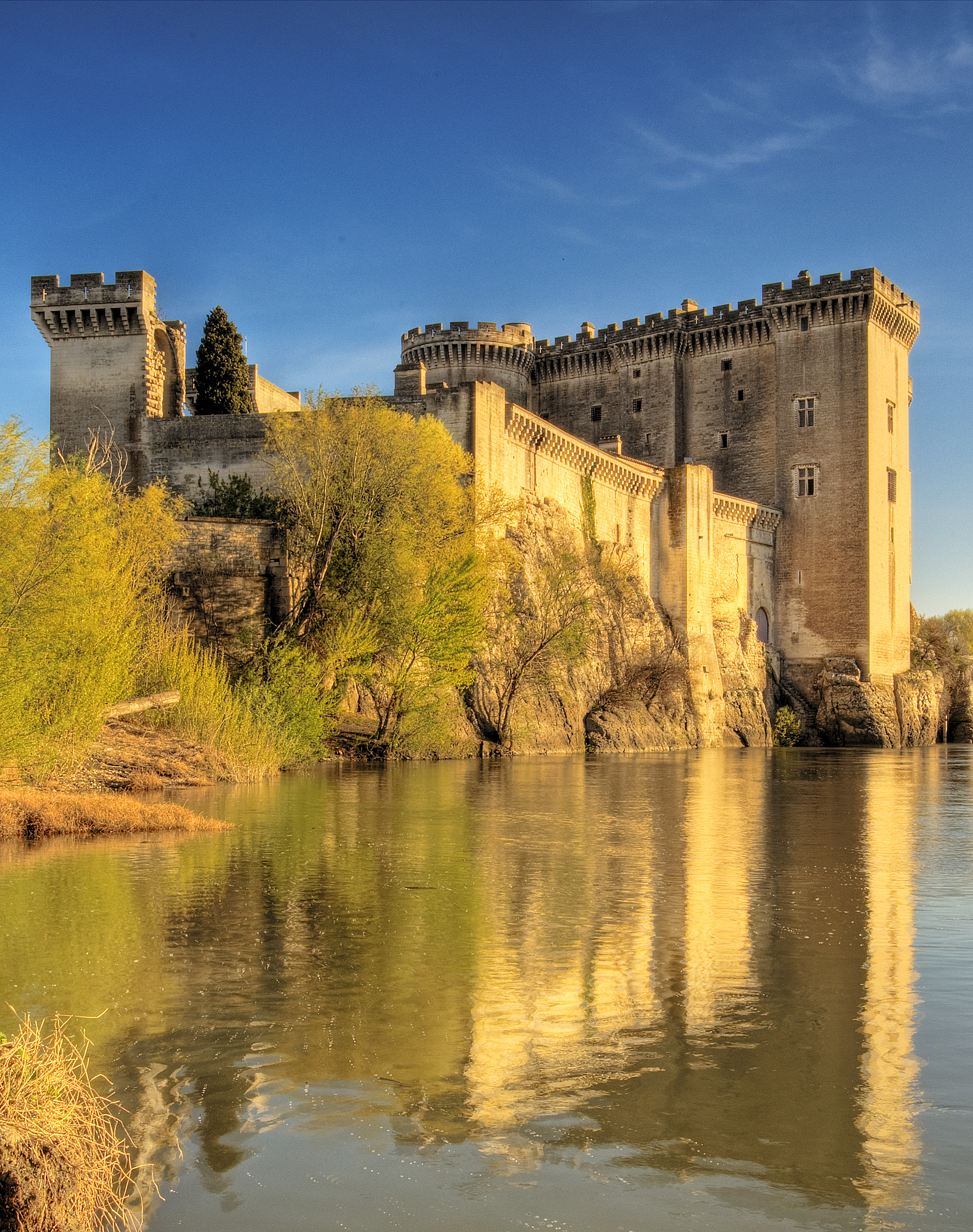
Château de Tarascon, un site de tournage extérieur.

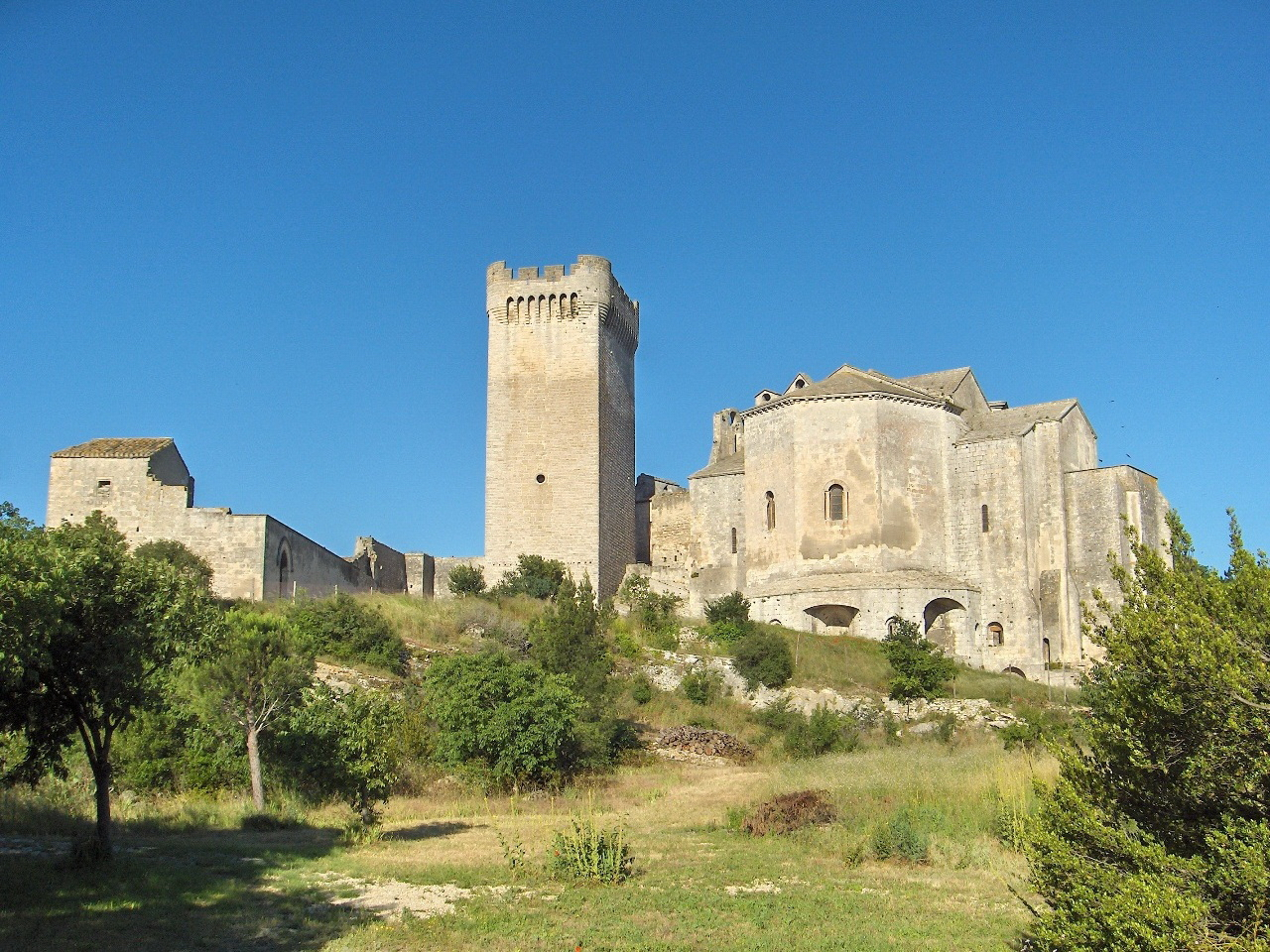
Abbaye de Montmajour, un site de tournage extérieur.

### Tournage
Les intérieurs sont tournés aux Ardmore Studios de Bray en Irlande
Les extérieurs sont tourné en France : Abbaye de Montmajour, Tarascon (Bouches-du-Rhône), Cité de Carcassonne (Aude) ; Royaume-Uni : Pays de Galles.
Dans le film, le Rhône et ses rives servent de décor à la Vienne et ses rives, telles que le réalisateur les a imaginées être au XIIe siècle. Le château avec son donjon qu'on aperçoit au sommet d'une colline lors des scènes d'Aliénor dans son bateau est celui de Beaucaire (Gard). Quelques scènes sont tournées autour et dans la cité de Carcassonne.
Katharine Hepburn : « Le film s'est tourné dans l'abbaye de Montmajour. […] L'abbaye de Montmajour était un centre plein d'intérêt — en partie en ruine, en partie reconstruite par nous, avec un joli jardin d'agrément et plusieurs vastes pièces. Quelques cellules dans la partie cellier. […] Il y avait une grande scène en bateau, sur le Rhône, que nous étions censés descendre. Le fleuve était en crue. Répétition un après-midi et tournage le lendemain matin. Sauf que dans la nuit, la jetée où nous devions accoster avait été complètement submergée. Nous avons tourné plus bas, sous un vent terrible. J'étais dans mes plus beaux atours. J'ai regardé un des membres de ma suite, dans son armure complète, et j'ai dit : « J'espère que tous ces trucs sont détachables. Sinon, quand nous allons chavirer, vous êtes sûr de couler à pic. Moi, je sais que je peux m'extraire de tous ces beaux habits. Je n'aurai qu'à plonger et rejoindre la berge à la nage, nue. » Ça lui a fait un coup. Ce dont je ne saurais le blâmer. Tout cela était fort drôle et le tournage du film a été sublime.
Nous sommes allés en divers endroits, dont Tarascon, pour les scènes de la fin. […] Anthony Harvey, lui, s'est retrouvé à l'hôpital avec une hépatite. Il était très malade, mais il s'est relevé pour terminer le film. Je dois dire qu'il a fait du beau travail. Un grand talent. »

## Distinctions

### Récompenses
- British Society of Cinematographers 1968 : prix de la meilleure photographie à Douglas Slocombe
- New York Film Critics Circle Awards 1968 : 
  - Prix du meilleur film
  - Prix du meilleur scénario (2e place) à James Goldman
  - Prix du meilleur acteur (3e place) à Peter O'Toole
- National Board of Review 1969 : classé dans les dix meilleurs films de l'année
- Oscars du cinéma 1969 : 
  - Oscar de la meilleure actrice à Katharine Hepburn
  - Oscar du meilleur scénario adapté à James Goldman
  - Oscar de la meilleure musique de film à John Barry
- Golden Globes 1969 :
  - Golden Globe du meilleur film dramatique
  - Golden Globe du meilleur acteur dans un film dramatique à Peter O'Toole
- BAFTA 1969 :
  - Prix Anthony Asquith de la musique de film à John Barry
  - British Academy Film Award de la meilleure actrice à Katharine Hepburn
- Directors Guild of America 1969 : 
  - Prix du meilleur réalisateur à Anthony Harvey
  - Plaque à Kip Gowans (assistant réalisateur)
- Writers Guild of America 1969 : prix du meilleur scénario dramatique à James Goldman
- Writers' Guild of Great Britain 1970 : prix du meilleur scénario britannique à James Goldman
- David di Donatello 1970 : prix du meilleur producteur étranger à Martin Poll
- Laurel Awards 1970 : prix de la meilleure interprète à Katharine Hepburn

### Nominations
- Oscars du cinéma 1969 : 
  - Martin Poll (producteur) nommé pour l'Oscar du meilleur film
  - Peter O'Toole nommé pour l'Oscar du meilleur acteur
  - Anthony Harvey nommé pour l'Oscar du meilleur réalisateur
  - Margaret Furse nommée pour l'Oscar de la meilleure création de costumes
- Golden Globes 1969 : 
  - Anthony Harvey nommé pour le Golden Globe de la meilleure réalisation
  - Katharine Hepburn nommée pour le Golden Globe de la meilleure actrice dans un film dramatique
  - Jane Merrow nommée pour le Golden Globe de la meilleure actrice dans un second rôle
  - James Goldman nommé pour le Golden Globe du meilleur scénario
  - John Barry nommé pour le Golden Globe de la meilleure musique de film
- BAFTA 1969 :
  - Douglas Slocombe nommé pour le British Academy Film Award de la meilleure photographie
  - Margaret Furse nommée pour le British Academy Film Award des meilleurs costumes
  - James Goldman nommé pour le British Academy Film Award du meilleur scénario
  - Chris Greenham nommé pour le British Academy Film Award du meilleur son
  - Anthony Hopkins nommé pour le British Academy Film Award du meilleur acteur dans un second rôle
  - Anthony Harvey nommé pour le Prix des Nations unies (ONU)
- Laurel Awards 1970 : film nommé pour le prix du meilleur film dramatique (4e place)

## Autour du film
- Une version télévisée, The Lion in Winter (2003) a été réalisé par Andreï Konchalovski avec, notamment, Patrick Stewart (Henry II) et Glenn Close (Eleanor).